# Clock Tower (Suva)

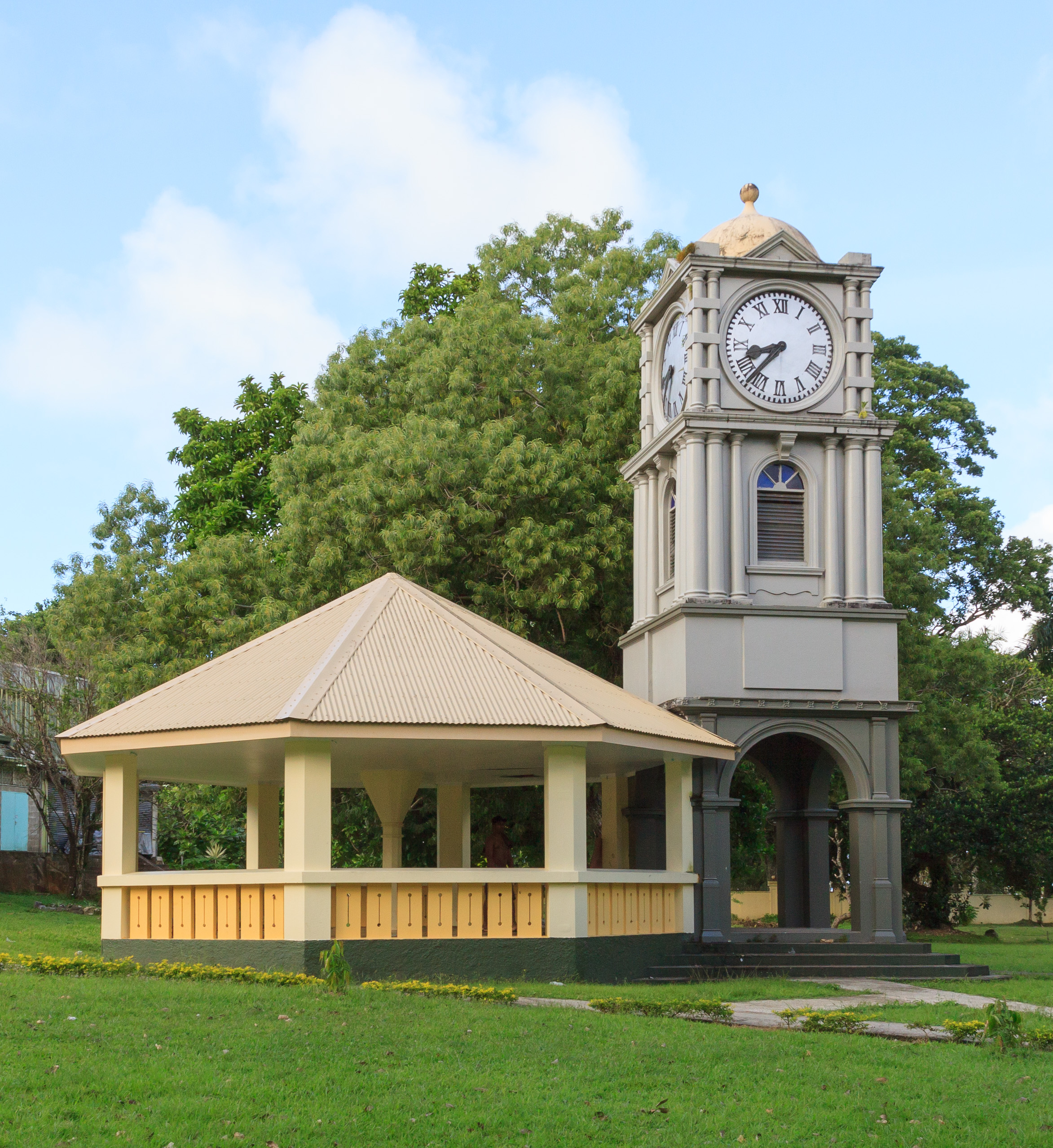
Der Uhrturm mit dem Musikpavillon

Der Clock Tower steht mit dem dazugehörigen Musikpavillon in den Botanischen Gärten Thurston Gardens in Suva, der Hauptstadt von Fidschi. Beide sind als Denkmäler der Kategorie A (von nationaler Bedeutung) anerkannt und geschützt. Zusätzlich zur Anerkennung des gesamten Gartenensembles als Kulturerbe Fidschis.

## Geschichte

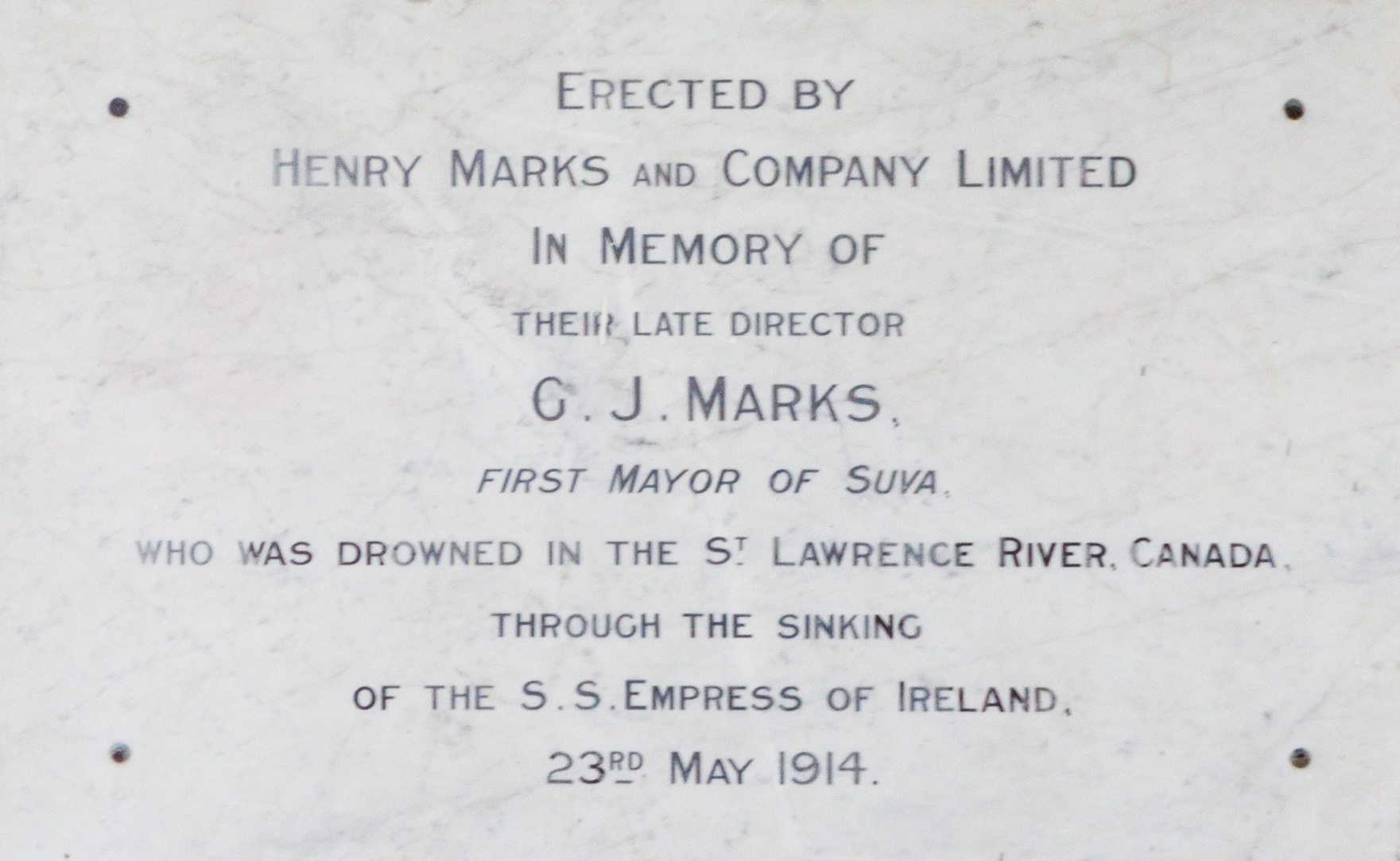
Gedenktafel am Turm

Das Gebäude erinnert an Gabriel J. Marks, den ersten Bürgermeister der Stadt. Dieser kam bei dem Untergang der Empress of Ireland am 29. Mai 1914 im Sankt-Lorenz-Strom (Kanada) im Alter von 43 Jahren ums Leben. Auch seine Frau ertrank bei dem Unglück. Beide wurden in Melbourne beerdigt. Zur Erinnerung an Gabriel J. Marks ließ dessen Bruder Henry im Botanischen Garten der Stadt den Uhrturm mit angeschlossenem oktogonalen Musikpavillon errichten. Am 7. Juni 1918 eröffnete der Gouverneur der Fidschi-Inseln sowie Hochkommissar für die Region Westpazifik, Sir Bickham Sweet-Escott das Gebäudeensemble. Fortan gab es in dem Musikpavillon sonntags Konzerte, bei denen auch der Gouverneur oft zu Gast war.
Eine Gedenktafel am Turm erklärt den Hintergrund des Denkmals mit falschem Datum: „Erected by Henry Marks and Company Limited in memory of their late director G J Marks: First mayor of Suva who was drowned in the St Lawrence River, Canada through the sinking of the S.S. Empress of Ireland, 23rd May 1914.“ („Errichtet von Henry Marks and Company Limited in Erinnerung an ihren späten Direktor G J Marks: Erster Bürgermeister von Suva, der in  beim Untergang der S.S. Empress of Ireland am 23. Mai 1914 im Sankt-Lorenz-Strom ertrank.“).